# Pakatnamú
Pakatnamú o Pacatnamú es un complejo arqueológico del Antiguo Perú, situado en el valle del Jequetepeque, cerca de Pacasmayo, en la costa norte del Perú. Está conformado por las ruinas de varias pirámides de adobe, terrazas ceremoniales y cementerios, pertenecientes a las culturas moche, lambayeque y chimú (entre los siglos III y XV d. C.).

## Etimología
Pakatnamú es una voz compuesta del muchik, la lengua de los mochicas, cuyo significado es padre común. Según las crónicas del padre Antonio de la Calancha ("Crónica moralizada del orden de San Agustín en el Perú"), el nombre «Pakatnamu» pertenecía originalmente a un ser mítico y está relacionado con el nombre de «Pacasmayo»:
[...] « Llamaron a este Capitán (que después de la victoria nombró por Gobernador el Chimo) Pacatnamu, que en aquella lengua quiere decir padre común, o padre de todos, porque norando a los vencedores, acariciaba a los vencidos, a su adulación se llamó el valle de Pacatnamu, y hoy se llama el valle de Pacasmayo; y el cerro donde fundó su casa, cuyas reliquias viven y se conserva el nombre de Pacatnamú » [...]
No obstante, se dice que el nombre «Pacasmayo» o «Pacasmayu» proviene del quechua «paccasca» («escondido») y «mayu» («río»), por lo que significaría «río escondido»; lo cual no deja cabida a encontrar un origen coherente con las raíces muchikes.

## Ubicación
Está ubicado a 14 km de Pacasmayo, cerca de la ciudad de Guadalupe, en el distrito de Guadalupe, provincia de Pacasmayo, departamento de La Libertad, a la altura del kilómetro 702 de la carretera Panamericana Norte, a una altitud de 20 m s. n. m., en la margen derecha del río Jequetepeque y cerca del Océano Pacífico.

## Historia
La historia de la llamada “ciudadela” de Pakatnamú abarca doce siglos de historia: desde la época moche hasta la chimú. Pero los indicios arqueológicos remontan sus inicios al período formativo. Bajo la influencia moche se convirtió en un centro administrativo ceremonial, político y militar. Sin embargo, no sería hasta la ocupación Lambayeque en la que se empezaría a erigir el grueso de las construcciones que hoy en día se pueden observar, al igual que los muros perimétricos cuáles tuvieron como principal finalidad la defensa del sitio y la restricción del acceso al mismo. La tradición recogida por Calancha (1638) cuenta que su nombre evocaba a un guerrero que conquistó el valle de Jequetepeque y lo rigió como tributario del Gran Chimú.
El cronista Pedro Cieza de León lo visitó en 1548 y encontró ya arruinados sus edificios.

Más adelante se entra en el valle de Pacasmayo, que es más fértil y bien poblado de todos los que tengo escrito, y adonde los que son naturales de este valle, antes que fuesen señoreados por los incas, eran poderosos y muy estimados de sus comarcanos, y tenían grandes templos, donde hacían sus sacrificios a sus dioses. Todo está ya derribado.
Pedro Cieza de León, La Crónica del Perú, capítulo LXVIII.

## Estudios
Alfred Kroeber publicó el primer estudio científico sobre Pakatnamú en 1930. Una expedición alemana conducida por Heinrich Ubbelohde-Doering estudió la zona en tres jornadas, entre 1962 y 1963. Wolfgang y Gisela Hecker, miembros de dicha expedición, ahondaron más en los estudios, especialmente en lo referente a la arquitectura. Este mismo arqueólogo germano, halló durante sus excavaciones de la década de 1930, en unos contextos funerarios del complejo arqueológico, vasijas clasificadas como "cántaros cara-gollete" (típicos de la cultura Gallinazo) junto a cerámica mochica, lo cual evidenciaba la coexistencia de ambos estilos en la ocupación pre Wari. En 1949, los arqueólogos Strong y Evans a través de fotografías de estos cántaros, llegaron a admitir similitudes entre estos y cerámica confirmada para la cultura Gallinazo en el valle de Virú.

## Descripción
Pakatnamú se eleva sobre la cima de una pequeña península y se extiende sobre un terreno de 92 hectáreas aproximadamente. Los estudios realizados por Víctor Castañeda han determinado la existencia de unas 50 pirámides truncas de base rectangular, a las que se accedía por rampas y escalinatas. La mayor se eleva a 20 m de altura y en su base mide 60 m de longitud por lado.  Forman parte de un extenso conjunto en el que también se aprecian complejos habitacionales, plazas, depósitos y cementerios. También existen tres grandes murallas en la parte norte y sur, así como en otros sectores del cementerio, levantadas con paredes de adobón. Todo ello se halla hoy deformado por la constante invasión de las arenas eólicas.